# AV Большой Медведицы
AV Большой Медведицы (лат. AV Ursae Majoris) — одиночная переменная звезда в созвездии Большой Медведицы на расстоянии (вычисленном из значения параллакса) приблизительно 27524 световых лет (около 8439 парсеков) от Солнца. Видимая звёздная величина звезды — от +14,8m до +14m.

## Характеристики
AV Большой Медведицы — пульсирующая переменная звезда типа RR Лиры (RRAB).